# Zhangxin
Zhangxin (kinesiska: 张新) är en köping i östra Kina. Den ligger i Linquan härad i staden Fuyang i provinsen Anhui, omkring 210 kilometer nordväst om provinshuvudstaden Hefei. Antalet invånare är 34741. Befolkningen består av 18 129 kvinnor och 16 612 män. Barn under 15 år utgör 29,0 %, vuxna 15-64 år 58 %, och äldre över 65 år 11,0 %.